# Électrification

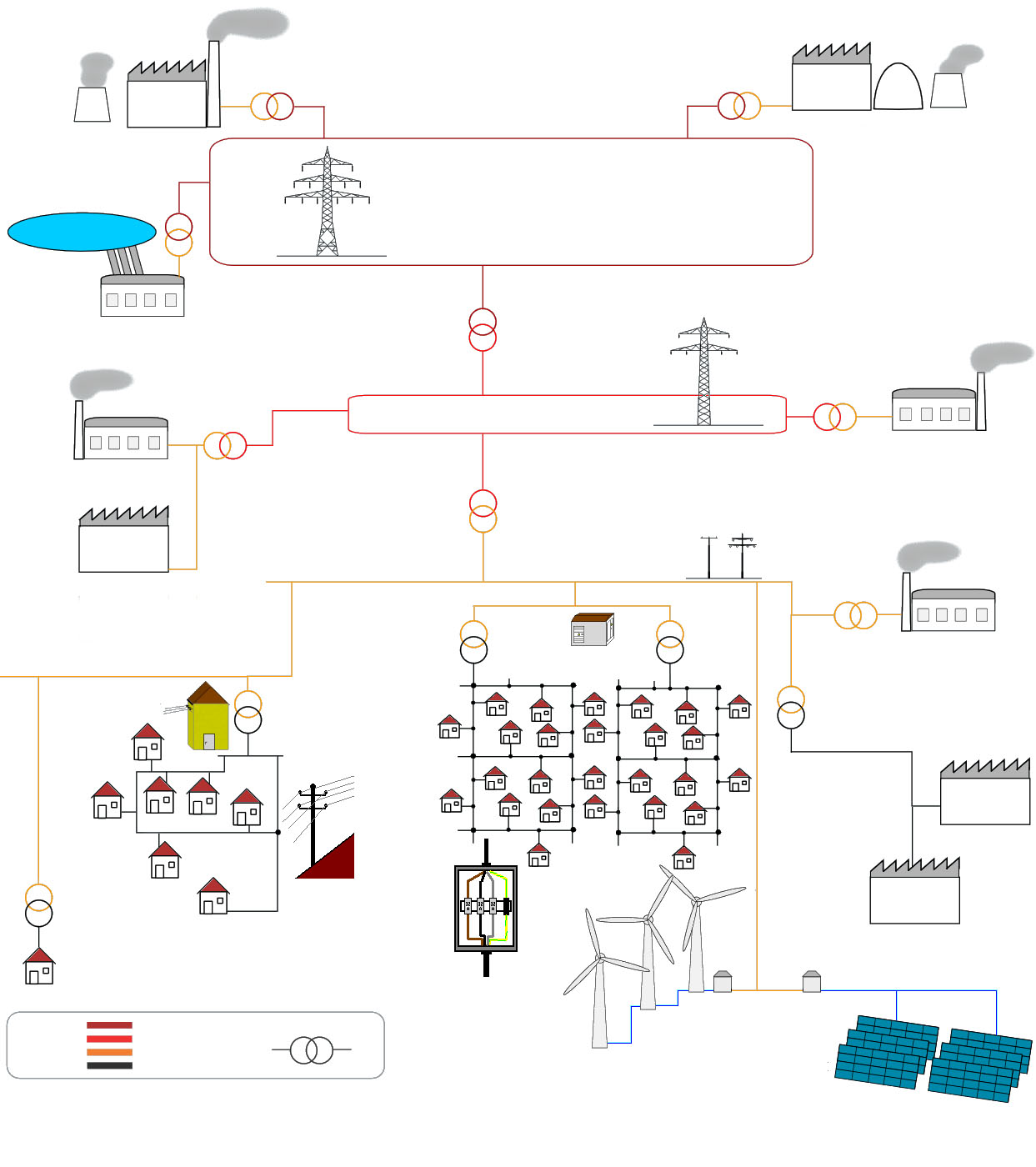
Schéma d'un réseau électrique.

 (novembre 2017).
 (novembre 2017).
Si vous disposez d'ouvrages ou d'articles de référence ou si vous connaissez des sites web de qualité traitant du thème abordé ici, merci de compléter l'article en donnant les références utiles à sa vérifiabilité et en les liant à la section « Notes et références ».
L'électrification consiste en l'installation de l'électricité à un endroit, sur un territoire, sur une ligne de train, etc. grâce à un réseau électrique. En 2024, Le monde n'est pas sur la trajectoire de l'objectif de développement durable de l'ONU n°7 (ODD ou SDG en anglais) dans l'Agenda 2030, qui vise pour 2030, « l’accès de tous à des services énergétiques fiables et modernes, à un coût abordable », et à accroître « nettement » la part des énergies renouvelables dans le mix énergétique mondial en augmentant la coopération internationale dans ce domaine et à « doubler les progrès en matière d’efficacité énergétique » : fin 2022, 685 millions de personnes vivaient sans accès à l'électricité (dont 570 millions en Afrique subsaharienne, soit environ 83% du total mondial des personnes sans accès à l'électricité).
Cette électrification nécessite trois conditions :
1. Un ou plusieurs fournisseurs d’électricité ;
2. Un réseau de transport d'électricité utilisant des lignes électriques en haute ou basse tension, en triphasé ou en continu selon la distance ;
3. Un réseau de distribution pour relier le réseau de transport aux consommateurs (entreprises ou particuliers) à la tension désirée.

## L'électrification dans le monde
Elle n'a pas cessé de progresser, mais l'accès à l'électricité connait d'importantes variations dans le temps et selon les pays ou régions : ainsi, selon un rapport (2024) de l'Agence internationale de l'énergie (AIE), l'accès à l'électricité s'est réduit dans le monde en 2022, pour la première fois de la décennie, privant environ 10 millions de personnes supplémentaires d'accès à l'électricité [« près de 53 millions de personnes supplémentaires ont « gagné » un accès à l'électricité entre 2021 et 2022. Dans le même temps, la population mondiale a toutefois augmenté de 63 millions de personnes » ; le Nigéria est le plus concerné (86 millions de personnes sans accès à l'électricité en 2022), devant la République démocratique du Congo (78 millions) et l'Éthiopie (55 millions)].

## L'électrification en France

### Histoire
La France s'électrifie entre les années 1880 et 1920.  L'électrification commence par zones autour de certaines communes et quartiers qui sont progressivement desservis par l'électricité, de manière inégale (il n'y a pas encore d'autorité centrale et organisatrice pour coordonner tout cela ; les communes sont au cœur de la distribution). 
Des « syndicats intercommunaux pour l'électricité » ont vu le jour dans les années 1920 et 1930. Des changements assez importants surviennent notamment sur le plan institutionnel et économique, puisque le service public qui était jusqu'alors local devient national. L'État intervient, les opérateurs se concentrent de plus en plus. On aboutit à un oligopole national, puis à la création d'EDF en 1946 à travers la nationalisation. 
L'État devient un protagoniste important du service public, puisqu'il aura la tutelle d'EDF, après 1946. Les tarifs d'électricité sont péréqués (uniformisés sur tout le territoire).

## Stabilité et pérennité du réseau
Ce réseau devant être financé et entretenu et le cas échéant amélioré ou étendu, il est souvent nécessaire de mettre en place un système de comptage afin de contrôler la consommation de chaque utilisateur.
Pour garantir la stabilité de la distribution, il peut être nécessaire d'établir des interconnexions avec d'autres réseaux électriques ou des dispositifs de stockage d'électricité.